# Vysoká (Prešov)
Vysoká (in ungherese Magas) è un comune della Slovacchia facente parte del distretto di Sabinov, nella regione di Prešov.